# Малі Липки
Малі Липки (біл. вёска Малыя Ліпкі) — село в складі Смолевицького району Мінської області, Білорусь. Село підпорядковане Плиській сільській раді, розташоване в центральній частині області.